# Nuttalls Blüten-Hartriegel
Der Nuttalls Blüten-Hartriegel ist eine Pflanzenart aus der Gattung der Hartriegel (Cornus). Er wächst in den feuchten Nadelwäldern an der Pazifikküste Nordamerikas. Manchmal auch Pazifischer Blüten-Hartriegel genannt, wird er gelegentlich wegen seiner dekorativen Blütenstände als Ziergehölz kultiviert.
Der botanische Name bezieht sich auf Thomas Nuttall, der diese Pflanzenart am Columbia River sammelte und an Audubon weitergab, der sie in seinem Buch Birds of America erwähnte.

## Beschreibung
Der Nuttalls Blüten-Hartriegel ist ein kleiner, laubwerfender Baum.
Die größten Exemplare erreichen eine Wuchshöhe von bis zu 20, manchmal bis zu 30 Metern. Der Stammdurchmesser erreicht bis über 60 Zentimeter. Er entwickelt ein tief reichendes Wurzelsystem mit einer Pfahlwurzel. Die Krone ist weitausgreifend mit waagrechten Seitenästen an hellen Standorten, im Schatten auch schmal und unregelmäßig. Die jungen Zweige sind grau, an Rinde an älteren Ästen dunkel und glatt, nur an dickeren Stämmen entwickelt sich eine rissige Borke.
Die gegenständigen, eiförmigen bis elliptischen Laubblätter sind oberseits dunkelgrün, die Unterseite ist heller und etwas grau gefärbt. Die Blattadern sind, typisch für Hartriegel, zur Blattspitze hin gebogen. Im Herbst färben sich die Blätter rot, bevor sie abfallen.
Der Blütenstand besteht aus zahlreichen winzigen Einzelblüten, die in einer kugeligen Dolde zusammengefasst sind. Auffällig sind die Hochblätter, die den Blütenstand umgeben: meistens sechs, weiß und zugespitzt, bis sieben Zentimeter lang. Die Zahl variiert von vier bis sieben, auch die Form ist recht variabel, oft kommen an einem Blütenstand gleichzeitig sehr schmale bis breit überlappende Hochblätter vor, gelegentlich leicht rosa gefärbt. Die spitzen Enden unterscheiden diesen Blütenstand vom Blüten-Hartriegel mit eingebuchteten Hochblättern. Neben der Hauptblüte im späten Frühjahr erscheinen häufig noch einmal im Herbst weitere Blütenstände.
Die Früchte, die sich bilden, sind kleine, rote und beerenartige, dünnfleischige Steinfrüchte mit Kelchresten, die dicht zusammen stehen. Sie enthalten jeweils ein bis zwei Kerne und werden von Vögeln und kleinen Säugetieren gefressen, die damit für die Verbreitung sorgen (Zoochorie).
Die Chromosomenzahl beträgt 2n = 22.

## Verbreitung
Die Art stammt aus dem westlichen Nordamerika, vom äußersten Südwesten Kanadas bis nach Kalifornien. Im Süden des Verbreitungsgebietes werden höhere Lagen besiedelt als im Norden, nach Osten wird die Verbreitung durch die zunehmende Trockenheit begrenzt. Nur im nördlichen Idaho gibt es isolierte Populationen in größerer Entfernung vom Pazifik.
Die Vegetation in diesen Gebieten besteht hauptsächlich aus Nadelwäldern: Typische Vertreter sind etwa die Westamerikanische Hemlocktanne, die Douglasie, verschiedene Tannen und Kiefern oder solche Baumriesen wie der Küstenmammutbaum. Diese Nadelbäume werden alle hoch, oft über fünfzig Meter, so dass Nuttalls Blüten-Hartriegel im Unterwuchs oder am Waldrand wächst. Auch im Schatten kann er noch gedeihen, blüht dort aber spärlich. Oft findet man diesen Baum an Bächen, da er gelegentliche Überflutung verträgt. Die bevorzugten Böden sind durchlässig, humos, nährstoffreich, leicht sauer und gut mit Wasser versorgt.
Der Pilz Discula destructiva, seit 1976 in Nordamerika nachgewiesen, verursacht die sogenannte Blattbräune (Anthraknose), die zum Absterben der Pflanze führt, die Art ist in ihrem Verbreitungsgebiet deutlich dezimiert worden. Feuchte Standorte sind besonders betroffen.

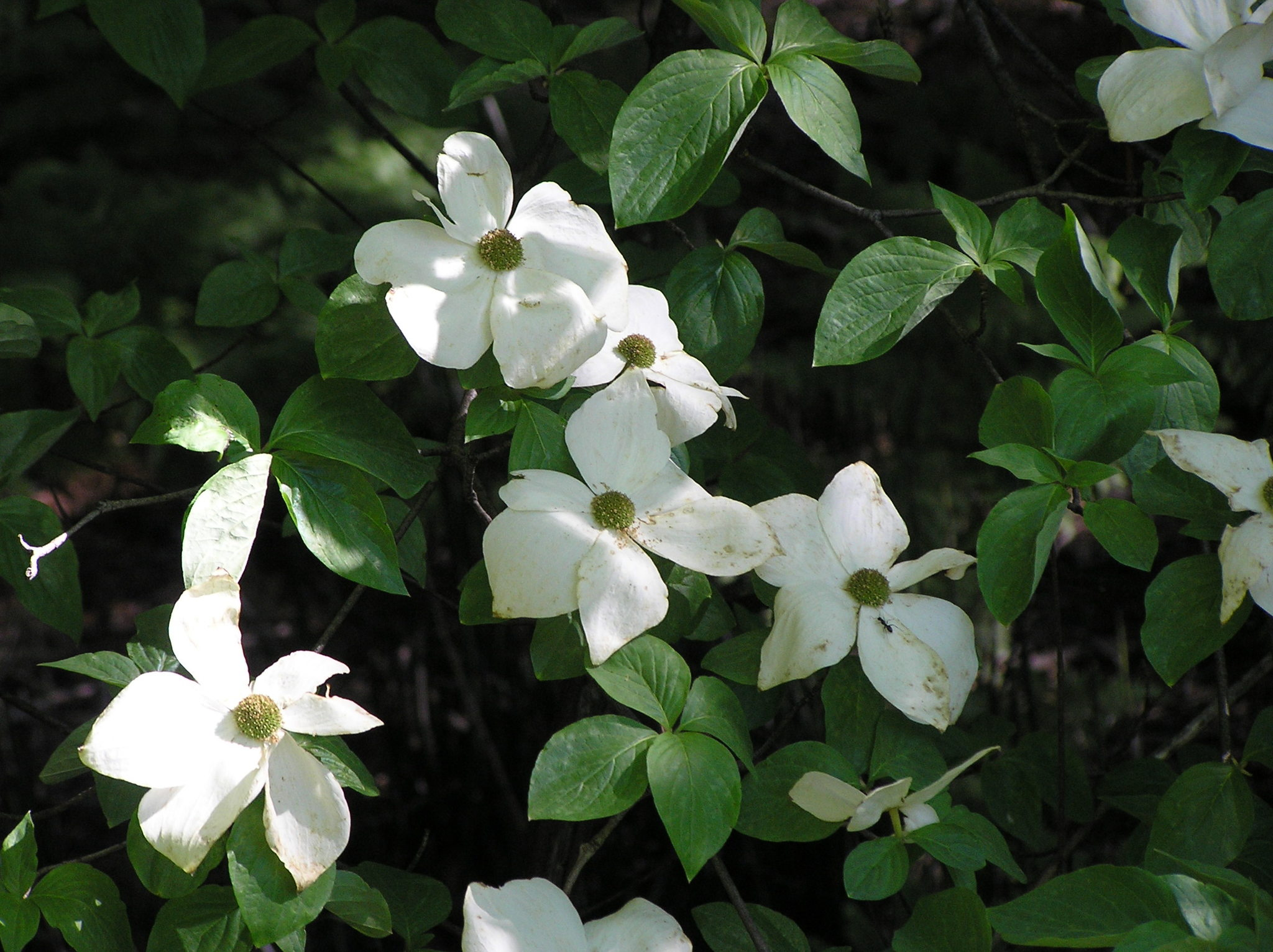
Blütenstände und Blätter von Nuttalls Blüten-Hartriegel

## Verwendung
Wegen der auffälligen Hochblätter und der roten Herbstfärbung wird Nuttalls Blüten-Hartriegel als Zierstrauch kultiviert. Er stellt dabei hohe Anforderungen an den Boden, benötigt eine gleichmäßige Wasserversorgung und eine hohe Luftfeuchtigkeit. Auch unter guten Bedingungen wächst er in Mitteleuropa recht langsam mit einem Jahreszuwachs von 15 bis 20 Zentimetern. Deshalb eignet er sich am besten als Solitär-Strauch an besonders gepflegten Standorten.

Obwohl er Schatten erträgt, ist für eine reiche Blüte ein zeitweise besonnter Standort günstiger. An vollsonnigen Standorten ist eine gute Boden- und Luftfeuchtigkeit wichtig.
Im Handel sind die Sorten 'Ascona', 'Monarch' und 'North Star' mit größeren und breiten Hochblättern häufiger zu finden sowie 'Goldspot' mit gelblich gefleckten Blättern.
'Eddie's White Wonder' ist eine Hybride zwischen Cornus florida und C. nuttallii. Hybriden mit dem Asiatischen Blüten-Hartriegel (Cornus kousa) sind auch möglich und werden in den USA gezüchtet, um Gartenpflanzen zu erhalten, die gegen Blattbräune (Anthracnose) unempfindlich sind.
Das Holz ist hart und mittelschwer.